# Akiba Tadatoshi
Akiba Tadatoshi (秋葉 忠利) (sinh ngày 3 tháng 11 năm 1942) là chính khách người Nhật Bản. Trước đây, ông đã từng giữ chức vụ làm thị trưởng thành phố Hiroshima từ ngày 23 tháng 2 năm 1999 đến ngày 7 tháng 4 năm 2011.